# Ryan Guzman
Ryan Anthony Guzman (Abilene, Texas; 21 de septiembre de 1987) es un actor y modelo estadounidense, conocido por interpretar a Sean en la película de baile Step Up Revolution, "Step Up:Todos a bailar", a Jake en Pretty Little Liars, y a Eddie Díaz en 9-1-1.

## Vida y carrera
Guzmán nació en Abilene, Texas pero poco después se mudó a Sacramento, California donde se crio. Es hijo de padre mexicano y madre estadounidense de ascendencia europea. Tiene un hermano menor llamado Steven. Jugó al béisbol en la escuela secundaria, donde fue clasificado como uno de los mejores lanzadores zurdos en el estado y continuó jugando en Sierra College, hasta que una lesión en el hombro le impidió seguir. A los siete años se interesó por las artes marciales y logró su primer cinturón negro en Tae Kwon Do a la edad de diez años, convirtiéndose en luchador de Artes marciales mixtas, hasta que su licencia expiró en noviembre de 2010.
Ha hecho campañas publicitarias para Abercrombie & Fitch, Affliction y Reebok entre otras marcas. En septiembre de 2010, decidió mudarse a Los Ángeles para continuar su carrera como modelo para LA Models y Wilhelmina, donde su agente lo puso en contacto con algunos directores de teatro.
Para 2012, obtuvo un personaje en la película de baile Step Up Revolution, seguido de la participación en un episodio de la serie de televisión Cameras.
En marzo de 2013, se reveló que Guzmán fue contratado para interpretar a Jake, un potencial interés amoroso de Aria Montgomery (Lucy Hale) en la serie de ABC Family, Pretty Little Liars.
El 20 de marzo de 2015 se dio a conocer que fue elegido para participar en Héroes: Reborn.

### Vida personal
Guzman y la actriz brasileña Chrysti Ane, anunciaron en septiembre de 2018 que esperaban su primer hijo. Su hijo, Mateo Lopez, nació el 24 de enero de 2019. Su segunda hija, Genevieve Valentina, nació el 7 de enero de 2021. En 2023 la pareja se separó.

## Filmografía
| Cine          | Cine                          | Cine             | Cine                     |
| Año           | Película                      | Rol              | Notas                    |
| ------------- | ----------------------------- | ---------------- | ------------------------ |
| 2012          | Step Up Revolution            | Sean             |                          |
| 2013          | Ladies' Man: A Made Movie     | Brett            |                          |
| 2014          | There's Always Woodstock      | Dylan            |                          |
| 2014          | April Rain                    | Alex             |                          |
| 2014          | Step Up: All In               | Sean             |                          |
| 2015          | Beyond Paradise               | Sebastian        |                          |
| 2015          | The Boy Next Door             | Noah Sandborn    |                          |
| 2015          | Jem and the Holograms         | Rio Pachecho     |                          |
| 2015          | That's What I'm Talking About | Roper            |                          |
| 2016          | Todos queremos algo           | Roper            |                          |
| 2018          | Armed                         | Jonesie          |                          |
| 2018          | Backtrace                     | Lucas            |                          |
| 2019          | Windows in the World          | Fernando         |                          |
| 2019          | Hora de la limpieza           | Max              |                          |
| 2024          | The Present                   | TBA              |                          |
| Televisión    |                               |                  |                          |
| Año           | Título                        | Rol              | Notas                    |
| 2012          | Cameras                       | Ryan             | 1 episodio               |
| 2013-2014     | Pretty Little Liars           | Jake             | Personaje recurrente     |
| 2015          | Héroes: Reborn                | Carlos Gutiérrez | Elenco principal         |
| 2016          | Notorious                     | Ryan Mills       | 10 episodios             |
| 2021          | 9-1-1: Lone Star              | Eddie Diaz       | Episode: "Hold the Line" |
| 2018-presente | 9-1-1                         | Eddie Diaz       | Elenco Principal         |